# Biblioteca Pública de Filadèlfia

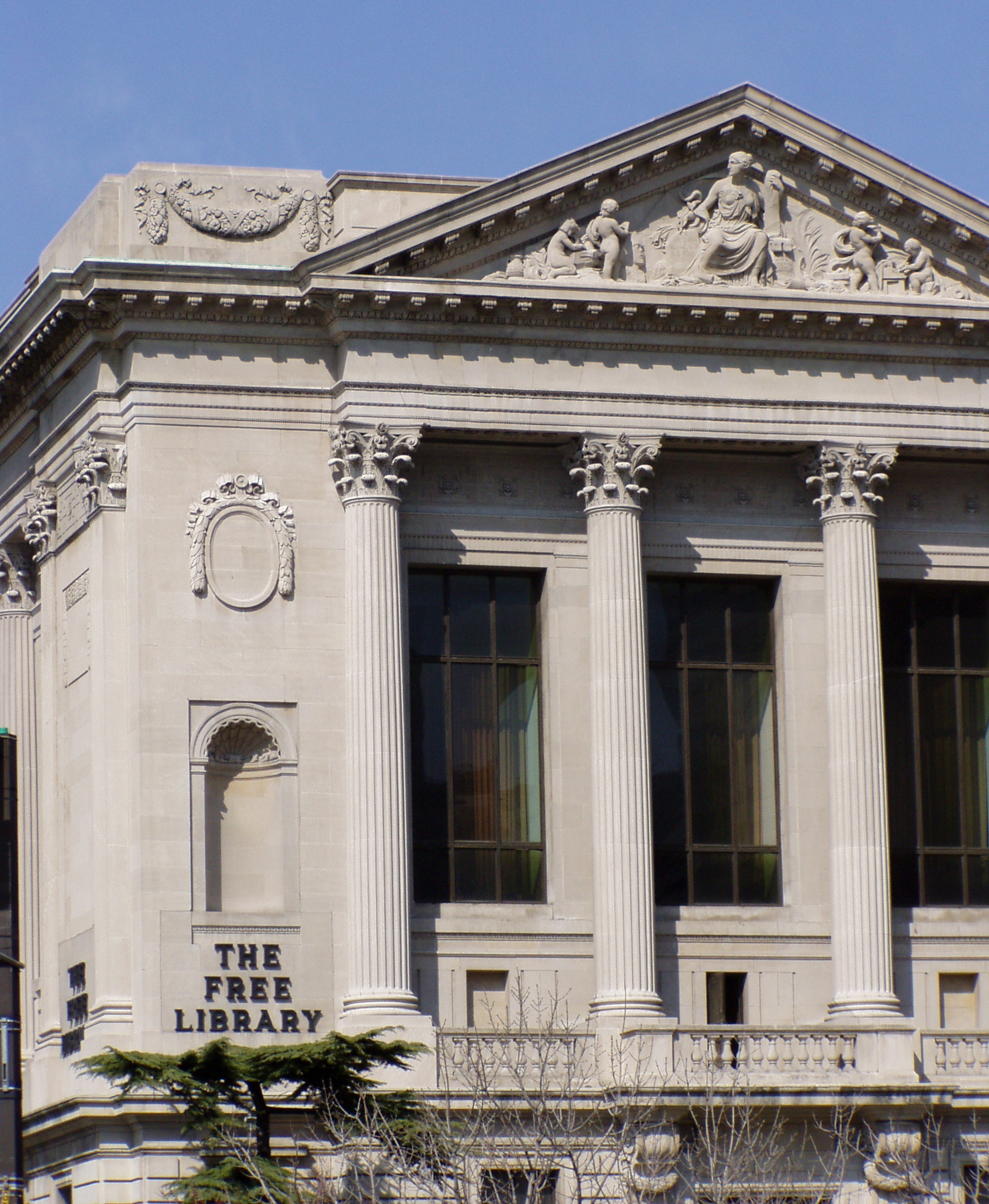
The Free Library of Philadelphia, oficina central.

La Biblioteca Pública de Filadèlfia (Free Library of Philadelphia) és una biblioteca pública de la ciutat de Filadèlfia, a la costa est dels Estats Units. Va ser fundada el 1891 gràcies a George Pepper. L'edifici actual data dels anys 1920. El 1898, comptava ja amb més d'1,7 milió d'obres. Avui, conté més de set milions d'obres i es divideix en 54 annexos presents en els diversos espais. La biblioteca conserva igualment més de sis milions de documents diversos (cartes, microfilms, fotografies, etc.) i compta prop de 500000 usuaris regulars. El 2005, s'han realitzat treballs d'ampliació de la biblioteca central i ha estat condicionat un auditori de 600 places. Les col·leccions de llibres rars conserven diversos manuscrits originals de l'escriptor americà Edgar Allan Poe, que visqué a Filadèlfia.

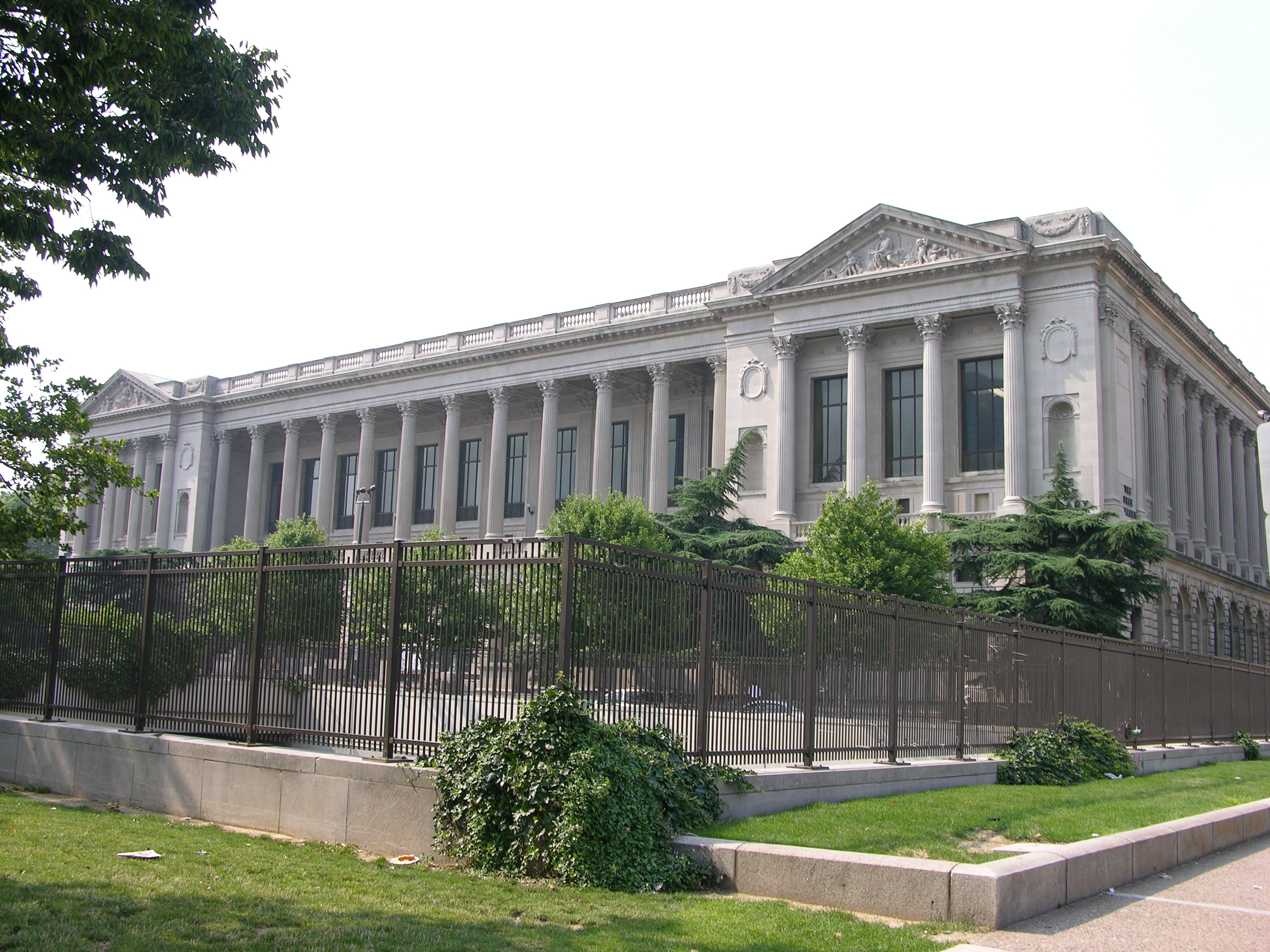
Free Library of Philadelphia